# Abroo

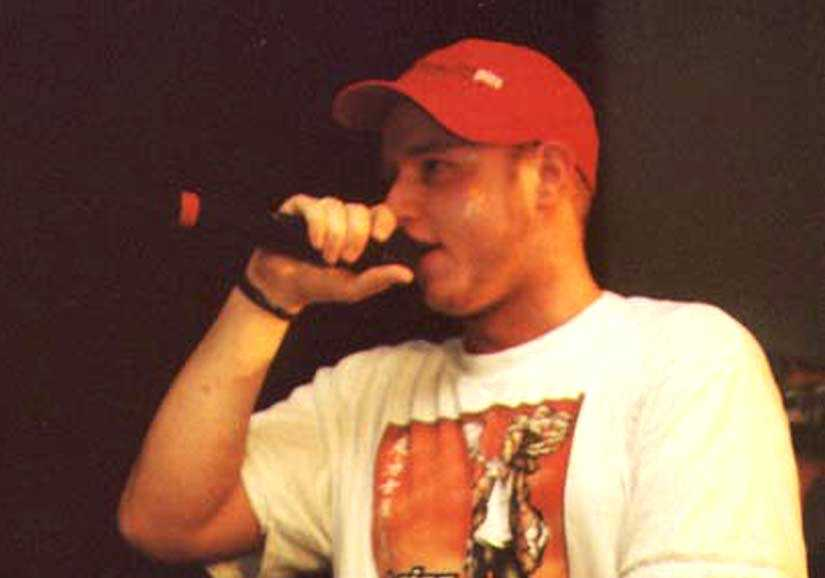
Abroo (2001)

Abroo (* 31. Mai 1977 in Halle (Saale); bürgerlich Andreas Biernat) ist ein deutscher Rapper.

## Biografie
Abroo wurde in der DDR geboren und lebte in seiner Kindheit in diversen Neubausiedlungen in Halle an der Saale. Ende der 1980er Jahre ging er in Berlin auf ein Sportinternat, wo er zum Leistungssportler erzogen werden sollte. Nach der Wende zogen seine Eltern nach Lemgo, wo er noch heute lebt.
Abroos Jugend war nicht immer leicht, seine Mutter war schwerstbehindert, was seinen Vater dazu veranlasste, die Familie Mitte der 1990er zu verlassen. Abroo verarbeitete diese Erfahrung häufig in seinen Texten.
1991 begann er damit, Texte amerikanischer Rapper auf andere Instrumentals neu einzurappen. Bald begann er eigene Texte zu schreiben. Zunächst noch auf Englisch erschienen diverse Tapes, 1997 dann die erste CD als Mitglied der Rapkombo Companee.
Im Laufe der Jahre wirkte Abroo an verschiedensten Homerecording-Projekten mit, darunter Abstract Physics mit Rapper und Produzent Paradox, die allesamt unter dem Projekt Battledrones verwirklicht wurden.
Mit seinem 2002 erschienenen Soloalbum Augenblick und der anschließend veröffentlichten Kinder des Zorns Promo sorgte er immerhin für soviel aufsehen, dass es ihm einen Verlagsvertrag mit Moses Pelham einbrachte.
Seit 2004 ist er beim Mainzer Label Buckwheats Music des Rappers Separate unter Vertrag. Mit Separate und Casper war er Teil der Crew Kinder des Zorns. Im August 2006 veröffentlichte er sein mittlerweile drittes Soloalbum Zwischen Liebe und Hass.
Ende 2007 verließ er das Label und kam bei Plattenbau Ost, dem Label von Joe Rilla, unter Vertrag. 2009 gründete er mit dem Berliner Rapper Dra-Q die Band Antihelden und veröffentlichte 2010 Kampf der Veteranen bei dem Dresdner Label New Definition.

## Diskografie
- 1992: Da Headcracka (Mixtape)
- 1997: The Companee EP (mit Louplex und Dure)
- 2000: Battledrones presents: Underground Beatzeps
- 2001: Abstract Physics: Neue Frisur
- 2002: Augenblick!
- 2003: Darf ich bitten
- 2005: The lost tapes...Das Spiel ist aus!
- 2006: Zwischen Liebe und Hass
- 2007: Free Web EP
- 2008: Schatten und Licht
- 2010: Kampf der Veteranen (Antihelden)
- 2010: Kein Happy End (Antihelden)
- 2010: Jägermeistergang „… Meinste die gucken dann komisch?“ (Abroo, Conny Walker, Mirc)
- 2013: Piratensender (Antihelden)
- 2016: Königreich der Angst

Sonstige
- 2004: Rap Art War (Kinder des Zorns)
- 2006: Über Deutschland (feat. Manuellsen, Snaga, Pillath und Conny Walker) (Juice Exclusive! auf Juice-CD #67)
- 2007: Sieger Ehrung (feat. Conny Walker) (Freetrack)
- 2007: Boss Of The Dorf (feat. Conny Walker) (Freetrack)
- 2007: Pommesbudenflavour  (feat. Mirc ) (Freetrack)
- 2008: Glaub mir (feat. Casper) (Juice Exclusive! auf Juice-CD #83)
- 2008: Ansage Ost (feat. Joe Rilla, Morlockk Dilemma, Dissziplin, Six Eastwood, Zoit, Hammer & Zirkel und Damion Davis) (Juice-Exclusive! auf Juice-CD #90)
- 2008: Es Reicht (feat. Morlockk Dilemma und Damion Davis) (Juice Exclusive! auf Juice-CD #92)
- 2008: Ehrlich (feat. M.O.) (Freetrack)
- 2009: Volume Up (feat. Termanology, Mortis One und DJ Fellbaum) (Juice-Exclusive! auf Juice-CD #96)
- 2009: Fußgängerzone (feat. Hammer & Zirkel) (Juice-Exclusive! auf Juice-CD #100)
- 2016: Possee (feat. Team Avantgarde, Boba Fettt, Headtrick, Gris, Meyah Don & Justus Jonas) (Juice-Exclusive! auf Juice-CD #134)